# Tournoi asiatique des Cinq Nations de rugby à XV 2010
Navigation
Tournoi 2009 Tournoi 2011
Le Tournoi asiatique des Cinq Nations 2010 est la troisième édition du Tournoi asiatique des Cinq Nations, compétition annuelle de rugby à XV qui voit s'affronter les nations membres de l'Asian Rugby Football Union. Les 25 pays participants sont répartis en cinq divisions continentales, dont la première est appelée Top 5, et une division régionale. Un système de promotions et de relégations existe entre les divisions continentales. Lors de cette édition, les matchs du Top 5 permettent de désigner un qualifié et un barragiste pour la Coupe du monde 2011. C'est le Japon qui remporte le Top 5 et se qualifie pour la coupe du monde.

## Participants
27 équipes participent à cette édition.
| Top 5 - Japon - Kazakhstan - Corée du Sud - Hong Kong - Golfe Persique | Division 1 - Singapour - Taipei chinois - Sri Lanka - Malaisie | Division 2 - Thaïlande - Chine - Inde - Philippines |

| Division 3 - Pakistan - Guam - Indonésie - Iran | Division 4 - Ouzbékistan - Kirghizistan - Mongolie - Jordanie | Régionale - Laos - Brunei - Cambodge |

## Top 5
Les quatre premiers de l'édition 2009 (Japon, Kazakhstan, Corée du Sud, Hong Kong) sont rejoints par le vainqueur de la Division 1, le Golfe Persique. Le Japon remporte la compétition devant le Kazakhstan. Cette victoire permet au premier de se qualifier pour la Coupe du monde 2011 et au second de participer aux barrages. La Corée du Sud est reléguée en première division.

### Classement
| Rang | Pays           | J | V | N | D | Bo | Bd | Pm  | Pe  | Diff | Pts |
| ---- | -------------- | - | - | - | - | -- | -- | --- | --- | ---- | --- |
| 1    | Japon (T)      | 4 | 4 | 0 | 0 | 4  | 0  | 326 | 30  | +296 | 24  |
| 2    | Kazakhstan     | 4 | 2 | 0 | 2 | 2  | 1  | 97  | 173 | -76  | 13  |
| 3    | Hong Kong      | 4 | 2 | 0 | 2 | 1  | 1  | 65  | 133 | -68  | 12  |
| 4    | Golfe Persique | 4 | 2 | 0 | 2 | 0  | 0  | 70  | 131 | -61  | 10  |
| 5    | Corée du Sud   | 4 | 0 | 0 | 4 | 0  | 2  | 65  | 156 | -91  | 2   |

|  | Vainqueur du tournoi (no 1).                      |
|  | Relégué en Division 1 pour le tournoi 2011 (no 5) |
|  | T, tenant du titre 2009.                          |

Attribution des points : Cinq points sont attribués pour une victoire, trois points pour un match nul, aucun point en cas de défaite. Un point de bonus est accordé à l'équipe qui marque au moins quatre essais ou qui perd par moins de huit points.

### Résultats
Première journée
| 24 avril 2010 | Hong Kong | Hong Kong  | 32 – 8  | Corée du Sud   |
| 24 avril 2010 | Almaty    | Kazakhstan | 43 – 28 | Golfe Persique |

Deuxième journée
| 30 avril 2010 | Bahreïn   | Golfe Persique | 16 – 9  | Hong Kong |
| 1er mai 2010  | Gyeongsan | Corée du Sud   | 13 – 71 | Japon     |

Troisième journée
| 8 mai 2010 | Hong Kong | Hong Kong | 19 – 15 | Kazakhstan     |
| 8 mai 2010 | Tokyo     | Japon     | 60 – 5  | Golfe Persique |

Quatrième journée
| 14 mai 2010 | Dubaï | Golfe Persique | 21 – 19 | Corée du Sud |
| 15 mai 2010 | Tokyo | Japon          | 101 – 7 | Kazakhstan   |

Cinquième journée
| 22 mai 2010 | Tokyo   | Japon        | 94 – 5  | Hong Kong  |
| 22 mai 2010 | Incheon | Corée du Sud | 25 – 32 | Kazakhstan |

## Division 1
Singapour, relégué du Top 5 en 2009, affronte Taïwan, le Sri Lanka et la Malaisie, promue de division 2, en première division du tournoi des cinq nations asiatique. La compétition se joue en matchs à élimination directe. Le Sri Lanka remporte la compétition et est promu en Top 5 pour la saison 2011. Taïwan est relégué en deuxième division.
|  | Demi-finales            | Demi-finales            |                        |    | Finale                  | Finale                  |
|  | Demi-finales            | Demi-finales            |                        |    | Finale                  | Finale                  |
|  |                         |                         |                        |    |                         |                         |
|  | le 14 avril à Singapour | le 14 avril à Singapour |                        |    | le 17 avril à Singapour | le 17 avril à Singapour |
|  | le 14 avril à Singapour | le 14 avril à Singapour |                        |    | le 17 avril à Singapour | le 17 avril à Singapour |
|  | Singapour               | 22                      |                        |    | le 17 avril à Singapour | le 17 avril à Singapour |
|  | Singapour               | 22                      |                        |    | le 17 avril à Singapour | le 17 avril à Singapour |
|  | Malaisie                | 20                      |                        |    | le 17 avril à Singapour | le 17 avril à Singapour |
|  | Malaisie                | 20                      | Singapour              | 16 |                         |                         |
|  | le 14 avril à Singapour |                         | Singapour              | 16 |                         |                         |
|  |                         | Sri Lanka               | 23                     |    |                         |                         |
|  | Taipei chinois          | Sri Lanka               | 23                     | 7  |                         |                         |
|  | Taipei chinois          |                         |                        | 7  |                         |                         |
|  | Sri Lanka               | 37                      |                        |    |                         |                         |
|  | Sri Lanka               | 37                      | Match pour la 3e place |    |                         |                         |
|  |                         |                         |                        |    |                         |                         |
|  | le 17 avril à Singapour |                         |                        |    |                         |                         |
|  |                         |                         |                        |    |                         |                         |
|  | Malaisie                | 36                      |                        |    |                         |                         |
|  | Malaisie                | 36                      |                        |    |                         |                         |
|  | Taipei chinois          | 8                       |                        |    |                         |                         |
|  | Taipei chinois          | 8                       |                        |    |                         |                         |

## Division 2
La Thaïlande, reléguée de Division 1 en 2009, affronte la Chine, l'Inde et les Philippines. La compétition se joue en matchs à élimination directe. Les Philippines remportent la compétition et sont promus en Division 1 pour la saison 2011. La Chine est reléguée en troisième division.
|  | Demi-finales          | Demi-finales          |                        |    | Finale                | Finale                |
|  | Demi-finales          | Demi-finales          |                        |    | Finale                | Finale                |
|  |                       |                       |                        |    |                       |                       |
|  | le 2 juin à New Delhi | le 2 juin à New Delhi |                        |    | le 5 juin à New Delhi | le 5 juin à New Delhi |
|  | le 2 juin à New Delhi | le 2 juin à New Delhi |                        |    | le 5 juin à New Delhi | le 5 juin à New Delhi |
|  | Thaïlande             | 33                    |                        |    | le 5 juin à New Delhi | le 5 juin à New Delhi |
|  | Thaïlande             | 33                    |                        |    | le 5 juin à New Delhi | le 5 juin à New Delhi |
|  | Philippines           | 53                    |                        |    | le 5 juin à New Delhi | le 5 juin à New Delhi |
|  | Philippines           | 53                    | Philippines            | 34 |                       |                       |
|  | le 2 juin à New Delhi |                       | Philippines            | 34 |                       |                       |
|  |                       | Inde                  | 12                     |    |                       |                       |
|  | Chine                 | Inde                  | 12                     | 5  |                       |                       |
|  | Chine                 |                       |                        | 5  |                       |                       |
|  | Inde                  | 94                    |                        |    |                       |                       |
|  | Inde                  | 94                    | Match pour la 3e place |    |                       |                       |
|  |                       |                       |                        |    |                       |                       |
|  | le 5 juin à New Delhi |                       |                        |    |                       |                       |
|  |                       |                       |                        |    |                       |                       |
|  | Thaïlande             | 56                    |                        |    |                       |                       |
|  | Thaïlande             | 56                    |                        |    |                       |                       |
|  | Chine                 | 3                     |                        |    |                       |                       |
|  | Chine                 | 3                     |                        |    |                       |                       |

## Division 3
Cette division voit s'affronter le Pakistan, Guam, l'Indonésie et l'Iran. L'Iran remporte la compétition et monte en Division 2.
|  | Demi-finales         | Demi-finales        |                        |    | Finale               | Finale               |
|  | Demi-finales         | Demi-finales        |                        |    | Finale               | Finale               |
|  |                      |                     |                        |    |                      |                      |
|  | le 9 juin à Jakarta  | le 9 juin à Jakarta |                        |    | le 12 juin à Jakarta | le 12 juin à Jakarta |
|  | le 9 juin à Jakarta  | le 9 juin à Jakarta |                        |    | le 12 juin à Jakarta | le 12 juin à Jakarta |
|  | Pakistan             | 22                  |                        |    | le 12 juin à Jakarta | le 12 juin à Jakarta |
|  | Pakistan             | 22                  |                        |    | le 12 juin à Jakarta | le 12 juin à Jakarta |
|  | Indonésie            | 20                  |                        |    | le 12 juin à Jakarta | le 12 juin à Jakarta |
|  | Indonésie            | 20                  | Pakistan               | 6  |                      |                      |
|  | le 9 juin à Jakarta  |                     | Pakistan               | 6  |                      |                      |
|  |                      | Iran                | 19                     |    |                      |                      |
|  | Guam                 | Iran                | 19                     | 11 |                      |                      |
|  | Guam                 |                     |                        | 11 |                      |                      |
|  | Iran                 | 44                  |                        |    |                      |                      |
|  | Iran                 | 44                  | Match pour la 3e place |    |                      |                      |
|  |                      |                     |                        |    |                      |                      |
|  | le 12 juin à Jakarta |                     |                        |    |                      |                      |
|  |                      |                     |                        |    |                      |                      |
|  | Indonésie            | 12                  |                        |    |                      |                      |
|  | Indonésie            | 12                  |                        |    |                      |                      |
|  | Guam                 | 49                  |                        |    |                      |                      |
|  | Guam                 | 49                  |                        |    |                      |                      |

## Division 4
Cette division voit s'affronter l'Ouzbékistan, la Mongolie et la Jordanie. Le Kirghizistan devait participer à la compétition mais a déclaré forfait. 
|  | Demi-finales        | Demi-finales       |                        |    | Finale              | Finale              |
|  | Demi-finales        | Demi-finales       |                        |    | Finale              | Finale              |
|  |                     |                    |                        |    |                     |                     |
|  | le 9 juin à Almaty  | le 9 juin à Almaty |                        |    | le 12 juin à Almaty | le 12 juin à Almaty |
|  | le 9 juin à Almaty  | le 9 juin à Almaty |                        |    | le 12 juin à Almaty | le 12 juin à Almaty |
|  | Mongolie            | 21                 |                        |    | le 12 juin à Almaty | le 12 juin à Almaty |
|  | Mongolie            | 21                 |                        |    | le 12 juin à Almaty | le 12 juin à Almaty |
|  | Jordanie            | 29                 |                        |    | le 12 juin à Almaty | le 12 juin à Almaty |
|  | Jordanie            | 29                 | Jordanie               | 28 |                     |                     |
|  | le 9 juin à Almaty  |                    | Jordanie               | 28 |                     |                     |
|  |                     | Ouzbékistan        | 3                      |    |                     |                     |
|  | Ouzbékistan         | Ouzbékistan        | 3                      | -  |                     |                     |
|  | Ouzbékistan         |                    |                        | -  |                     |                     |
|  | Kirghizistan        | Forfait            |                        |    |                     |                     |
|  | Kirghizistan        | Forfait            | Match pour la 3e place |    |                     |                     |
|  |                     |                    |                        |    |                     |                     |
|  | le 12 juin à Almaty |                    |                        |    |                     |                     |
|  |                     |                    |                        |    |                     |                     |
|  | Mongolie            | -                  |                        |    |                     |                     |
|  | Mongolie            | -                  |                        |    |                     |                     |
|  | Kirghizistan        | Forfait            |                        |    |                     |                     |
|  | Kirghizistan        | Forfait            |                        |    |                     |                     |

## Division régionale
La compétition se joue à Phnom Penh entre le Laos, le Cambodge et Brunei sous la forme d'un championnat. Le Laos remporte le titre.
| Rang | Nation   | J | V | N | D | Bo | Bd | Pm | Pe | Diff | Pts |
| ---- | -------- | - | - | - | - | -- | -- | -- | -- | ---- | --- |
| 1    | Laos     | 2 | 2 | 0 | 0 | 0  | 0  | 35 | 8  | +27  | 10  |
| 2    | Brunei   | 2 | 1 | 0 | 1 | 0  | 0  | 15 | 32 | -17  | 5   |
| 3    | Cambodge | 2 | 0 | 0 | 2 | 0  | 1  | 12 | 22 | -10  | 1   |

|  | Vainqueur du tournoi (no 1). |

Attribution des points : Match gagné : 5 pts, match nul : 3 pts, match perdu : 0 pts, un point de bonus est attribué si une équipe marque 4 essais ou plus ou si elle perd par 7 points ou moins.
| Le 20 juin | Cambodge | 9 – 10 | Brunei   |
| Le 23 juin | Laos     | 23 – 5 | Brunei   |
| Le 26 juin | Laos     | 12 – 3 | Cambodge |